# FC 1910 Lößnitz
Der FC 1910 Lößnitz ist ein Fußballclub in der südsächsischen Stadt Lößnitz. Er nutzt das städtische „Stadion Talstraße“ im Osten der Stadt, das für 3000 Zuschauer ausgelegt ist und über einen Rasenplatz verfügt. 2008 trat der FC 1910 mit zwei Männer- und sechs Nachwuchsmannschaften an.

## Geschichte
Der FC 1910 Lößnitz machte bereits in den 1920er Jahren überregional auf sich aufmerksam. In den Spielzeiten beteiligte er sich an den Meisterschaften des Fußballgaus Erzgebirge. Nachdem 1945 auf Betreiben der sowjetischen Besatzungsmacht alle bisherigen Sportvereine aufgelöst werden mussten, setzte die Sektion Fußball der Betriebssportgemeinschaft Motor Lößnitz die Fußballtradition der Stadt fort. Über Jahre war die Kreisklasse (5. bzw. 6. Liga) die sportliche Heimat der BSG. 1957 und 1964 gewann sie die Kreismeisterschaft, doch erst 1978 gelang ihr der Aufstieg in die drittklassige Bezirksliga Karl-Marx-Stadt. Anschließend schafften es die Lößnitzer, sich bis zum Ende des DDR-Fußballspielbetriebes 1990 in der Bezirksliga zu behaupten.
1981 wurde Motor Lößnitz durch einen 2:1-Endspielsieg über Fortschritt Meerane Fußball-Bezirkspokalsieger. Damit qualifizierte sich die Mannschaft für den DDR-weiten FDGB-Fußballpokal-Wettbewerb 1981/82 und traf in der I. Hauptrunde auf den zweitklassigen DDR-Ligisten Aufbau Krumhermersdorf. Nach einer 1:2-Niederlage mussten sich Lößnitz sofort wieder aus dem Wettbewerb verabschieden.
Nach der deutschen Wiedervereinigung musste infolge der wirtschaftlichen Veränderungen die Betriebssportgemeinschaft aufgelöst werden. BSG-Mitglieder gründeten daraufhin 1990 den SV 1847 Lößnitz, der den Sportbetrieb der BSG Motor weiterführte. Die 1. Fußballmannschaft trat von der Saison 1990/91 in der neuen Bezirksliga Chemnitz an, es war zunächst die 4., ein Jahr später die 5. Liga im DFB-Spielbetrieb. 1993 schied die Abteilung Fußball aus dem SV 1847 aus und gründete mit dem FC 1910 Lößnitz einen eigenen Verein. Bis 2002 konnte der Klassenerhalt in der Bezirksliga, inzwischen 6. Spielklasse, gesichert werden. Im Sommer 2002 musste die 1. Mannschaft in die Bezirksklasse absteigen, erreichte aber den sofortigen Wiederaufstieg in die Bezirksliga, die seit 2008 nur noch die 8. Spielklasse war. 2010 gelang dem FC Lößnitz der Aufstieg in die Landesklasse und 2016 der Sprung in die sechsklassige Sachsenliga.

## Bekannte Spieler
- Harald Mothes, (?–1972) Jugend, der BSG Motor, DDR-Oberligaspieler bei Wismut Aue, ein A-Länderspiel
- Steffen Krauß, (1996–2000) beim FC 1910, davor DDR-Oberligaspieler bei Wismut Aue, zwei A-Länderspiele

## Bekannte Trainer
- René Klingbeil (2017–2019)